# Athetis signata
Athetis signata là một loài bướm đêm trong họ Noctuidae.